# Мезо облик
Мезо облик, мезо једињење или мезо изомер је хемијско једињење чији молекули садрже више од два асиметрична атома (стереоцентра) али не показују оптичку активност најчешће услед присуства интрамолекулске равни симетрије.
Пример дат десно приказује један од стереоизомера тартаратне киселине које је мезо облик. Очигледно је да је у молекулу присутна раван симетрије која га дели на пола тако да свака половина чини лик у огледалу друге. Такође, уколико се једна од ФФишерових пројекција заротира за 180° у равни екрана (што је дозвољена операција са Фишеровим формулама) добија се једињење са идентичном стереохемијом другог приказаног облика, при чему се OH група која се налазила на другом угљенику налази на трећем.
Код једињења са више асиметричних атома, унутрашња раван симетрије чини једињење оптички неактивним (ахиралним). Ипак, једињење са више асиметричних атома чији молекули немају раван симетрије и даље може бити мезо облик. Пак, једињења која садрже само један асиметричан атом морају да буду оптички активна.